# جانکشن سیتی (کانزاس)
جانکشن سیتی (به انگلیسی: Junction City) شهری در ایالت کانزاس کشور ایالات متحده آمریکا است که جمعیت آن در سرشماری سال ۲۰۱۰ میلادی، ۲۳٬۳۵۳ نفر بوده‌است.